# Lieskovec (Prešov)
Lieskovec (in ungherese Mogyorósfalu, in tedesco Nußdorf) è un comune della Slovacchia facente parte del distretto di Humenné, nella regione di Prešov.
Il villaggio è citato per la prima volta nel 1430 (con il nome di Lyzkoch): all'epoca costituiva un feudo della Signoria di Humenné. Dal 1684 fino a tutto il XIX secolo appartenne ai conti Kecsery. Nel XIX secolo passò alla famiglia Balassa. 
Il nome della località letteralmente significa in slovacco e ungherese "villaggio dei noccioli".